# Focke-Achgelis Fa 225
El Focke-Achgelis Fa 225 fue un planeador experimental de ala rotatoria de un solo asiento construido en la Alemania Nazi por Focke-Achgelis en 1942. Fue construido un solo ejemplar.

## Diseño y desarrollo
En la primera mitad de la Segunda Guerra Mundial, el planeador de asalto DFS 230B fue usado principalmente para aterrizaje de tropas y suministros, pero se encontró con capacidades limitadas ya que necesitaba una área de aterrizaje relativamente grande. El Fa 225 fue concebido para casar el rotor del Focke-Achgelis Fa 223 con el fuselaje del DFS 230B, permitiendo al planeador aterrizar en 18 m o menos. El rotor fue montado en una estructura de montantes sobre el centro de gravedad y el tren de aterrizaje fue reforzado con estructuras a ambos lados y en la cola.
Arrastrado por un Junkers Ju 52/3m, Carl Bode pilotó el Fa 225 en su primer vuelo en 1943. La construcción de la aeronave llevó solo siete semanas, pero la producción en serie no se llevó a cabo debido a la relativamente baja velocidad de arrastre y por cambios en la doctrina operacional.

## Especificaciones
Referencia datos: 

### Características generales
- Tripulación: 1 piloto
- Capacidad: Varios paracaidistas
- Longitud: 11,24 m solo el fuselaje
- Diámetro rotor principal: 12,00 m (39 pies y 4")
- Peso cargado: 2000 kg

### Rendimiento
- Velocidad máxima operativa (Vno): 190 km/h (120 mph, 100 kn) durante arrastre por un Ju 52/3m